# Kresh (popolo)
Il popolo Kresh o Kresh Gbaya è collegato all'insieme delle tribù Fertit, stanziate nel Sudan del Sud (nella provincia del Bahr al-Ghazal).

## Presentazione
I kresh praticano soprattutto l'agricoltura ed il commercio. In particolare vivono attorno alle città di Raga, Wau e Deim Zubeir. 

La religione più praticata dai Kresh è l'islam, ma l'animismo è ugualmente assai importante, così come il cristianesimo, principalmente in versione cattolica. 
I Kresh Gbaya del Bahr-El-Ghazal sono apparentati coi Gbaya della Repubblica Centrafricana, molto più numerosi, ma la cui lingua è molto differente.